# Lorenzo Carboncini

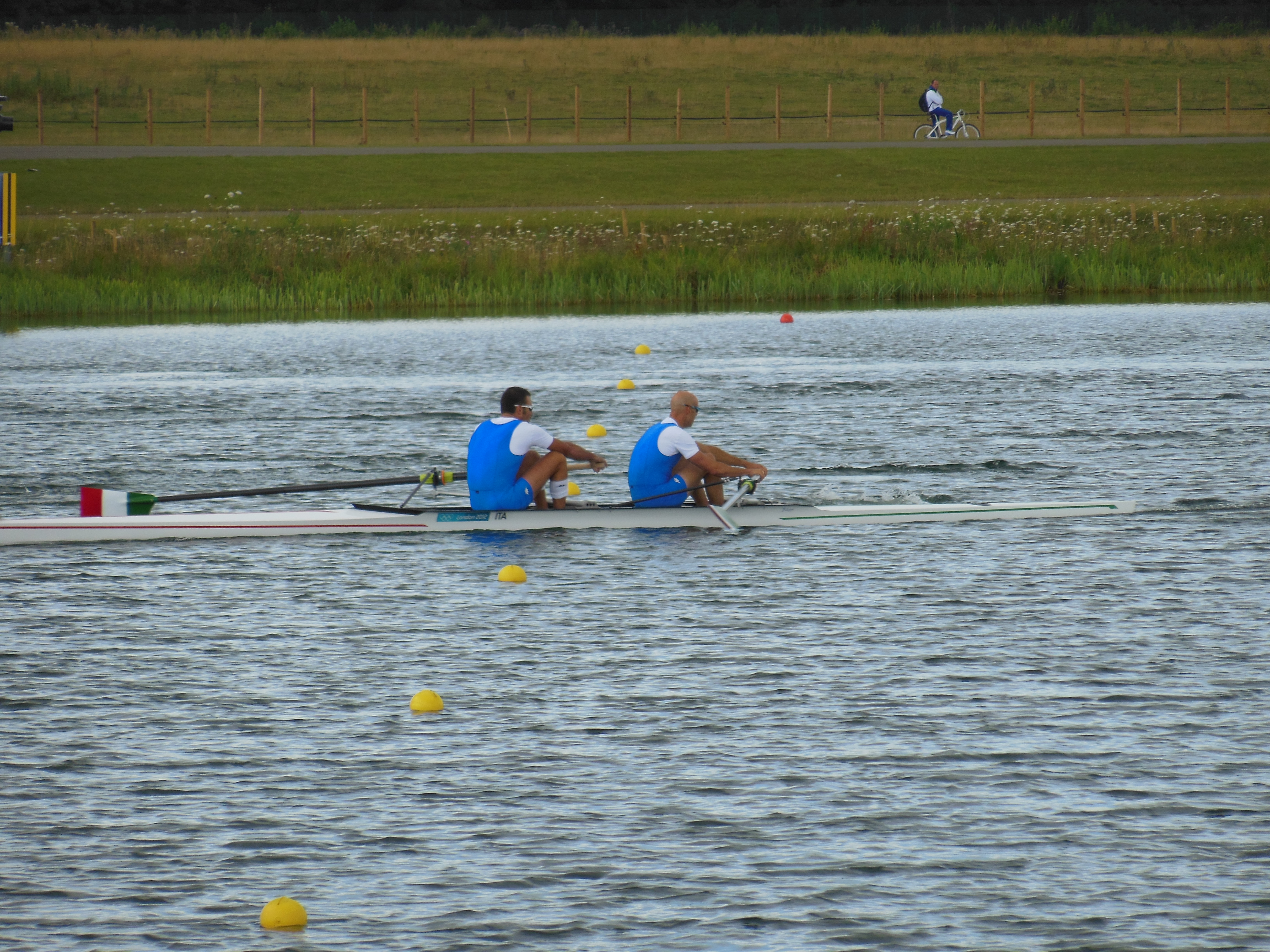
Der italienische Zweier 2012, Carboncini sitzt rechts

Lorenzo Carboncini (* 22. September 1976 in Empoli) ist ein ehemaliger italienischer Ruderer, der eine olympische Medaille (2000) und elf Weltmeisterschaftsmedaillen (1995–2011) gewann. Später war er im Triathlon aktiv.

## Sportliche Karriere
Der 1,91 Meter große Carboncini belegte bei den Junioren-Weltmeisterschaften 1993 den zweiten Platz im Vierer mit Steuermann, 1994 war er Zweiter im Doppelvierer. Bei den Weltmeisterschaften 1994 in der Erwachsenenklasse ruderte Carboncini im italienischen Achter und belegte den neunten Platz. Im Jahr darauf gewann Carboncini mit dem italienischen Vierer mit Steuermann die Bronzemedaille bei den Weltmeisterschaften in Tampere. Bei den Olympischen Spielen 1996 ruderte Carboncini im italienischen Achter und erreichte den neunten Platz.
1997 und 2001 trat Carboncini im Zweier an und wurde jeweils Vizeweltmeister. In den anderen Jahren bis 2003 ruderte Carboncini im Vierer ohne Steuermann und gewann in dieser Bootsklasse die olympische Silbermedaille 2000 und drei Bronzemedaillen bei Weltmeisterschaften. Nach sechs Jahren mit einer Medaille zum Saisonhöhepunkt riss die Serie ausgerechnet bei den Weltmeisterschaften 2003 vor heimischem Publikum in Mailand. Carboncini verpasste die Olympischen Spiele 2004, gewann aber 2004 in der nichtolympischen Bootsklasse Vierer mit Steuermann seinen einzigen Weltmeistertitel.
Von 2005 bis 2007 gewann Carboncini drei Silbermedaillen bei Weltmeisterschaften, bei den Olympischen Spielen 2008 erreichte Carboncini im Vierer ohne Steuermann nur den elften Platz. Ab 2010 ruderte Carboncini im Zweier ohne Steuermann mit Niccolò Mornati, mit dem er zwei Silbermedaillen bei Europameisterschaften und eine Bronzemedaille bei den Weltmeisterschaften 2011 gewann. Beim letzten internationalen Auftritt von Lorenzo Carboncini belegten die beiden den vierten Platz bei den Olympischen Spielen 2012.
2021 ging er im Triathlon beim Elbaman an den Start und gewann das Rennen auf der Langdistanz (3,8 km Schwimmen, 180 km Radfahren und 42,2 km Laufen). 2022 wurde er hier Zweiter.

## Internationale Finalplatzierungen
(OS=Olympische Spiele; WM=Weltmeisterschaften; EM=Europameisterschaften)
- WM 1995: 3. Platz mit dem Vierer mit Steuermann (Lorenzo Carboncini, Luca Cavallini, Ciro Liguori, Rocco Pecoraro und Steuermann Vincenzo Di Palma)
- WM 1997: 2. Platz mit dem Zweier ohne Steuermann (Mattia Trombetta, Lorenzo Carboncini)
- WM 1998: 3. Platz mit dem Vierer ohne Steuermann (Valter Molea, Riccardo Dei Rossi, Lorenzo Carboncini, Carlo Mornati)
- WM 1999: 3. Platz mit dem Vierer ohne Steuermann (Valter Molea, Riccardo Dei Rossi, Lorenzo Carboncini, Carlo Mornati)
- OS 2000: 2. Platz mit dem Vierer ohne Steuermann (Valter Molea, Riccardo Dei Rossi, Lorenzo Carboncini, Carlo Mornati)
- WM 2001: 2. Platz mit dem Zweier mit Steuermann (Mattia Trombetta, Lorenzo Carboncini und Steuermann Andrea Monizza)
- WM 2002: 3. Platz mit dem Vierer ohne Steuermann (Niccolò Mornati, Raffaello Leonardo, Lorenzo Carboncini, Carlo Mornati)
- WM 2003: 5. Platz mit dem Vierer ohne Steuermann (Niccolò Mornati, Raffaello Leonardo, Lorenzo Carboncini, Carlo Mornati)
- WM 2004: 1. Platz mit dem Vierer mit Steuermann (Lorenzo Carboncini, Stefano Introzzi, Edoardo Verzotti, Valerio Massimo und Steuermann Alessandro Speranza)
- WM 2005: 2. Platz mit dem Achter (Lorenzo Carboncini, Niccolò Mornati, Pierpaolo Frattini, Valerio Pinton, Mario Palmisano, Dario Dentale, Raffaello Leonardo, Carlo Mornati und Steuermann Gaetano Iannuzzi)
- WM 2006: 2. Platz mit dem Achter (Lorenzo Carboncini, Niccolò Mornati, Luca Agamennoni, Alessio Sartori, Mario Palmisano, Dario Dentale, Pierpaolo Frattini, Carlo Mornati und Steuermann Gaetano Iannuzzi)
- WM 2007: 2. Platz mit dem Vierer ohne Steuermann (Carlo Mornati, Alessio Sartori, Niccolò Mornati, Lorenzo Carboncini)
- WM 2009: 6. Platz mit dem Achter (Romano Battisti, Marco Resemini, Raffaello Leonardo, Pierpaolo Frattini, Dario Dentale, Francesco Fossi, Niccolò Mornati, Lorenzo Carboncini und Steuermann Gaetano Iannuzzi)
- EM 2009: 5. Platz mit dem Achter (Romano Battisti, Marco Resemini, Raffaello Leonardo, Francesco Fossi, Dario Dentale, Pierpaolo Frattini, Niccolò Mornati, Lorenzo Carboncini und Steuermann Gaetano Iannuzzi)
- EM 2010: 2. Platz mit dem Zweier ohne Steuermann (Lorenzo Carboncini, Niccolò Mornati)
- WM 2010: 4. Platz mit dem Zweier ohne Steuermann (Lorenzo Carboncini, Niccolò Mornati)
- WM 2011: 3. Platz mit dem Zweier ohne Steuermann (Niccolò Mornati, Lorenzo Carboncini)
- EM 2011: 2. Platz mit dem Zweier ohne Steuermann (Niccolò Mornati, Lorenzo Carboncini)
- OS 2012: 4. Platz mit dem Zweier ohne Steuermann (Niccolò Mornati, Lorenzo Carboncini)